# Mérges dajkapók
A mérges dajkapók (Cheiracanthium punctorium) a dajkapókfélék családjába tartozó, Eurázsiában honos pókfaj. 

## Megjelenése
A nőstény testhossza 10−15 mm, a hímé 7,5−12 mm. Lábai hosszúak (különösen az első pár, amelynek comb- és lábszáríze megnyúlt), kiterjesztett lábakkal 6,5−7 cm-es is lehet. Csáprágói feltűnően nagyok, a nősténynél eléri a fejtor hosszának 3/4-ét, míg hímek esetében hosszabbak is lehetnek a fejtornál; a vörösbarna csáprágó csípőkarma fekete. Nyolc fekete, kerek szemük két sorban helyezkedik el a fején, a két alsó-középső szem nagyobb.   
Színe változatos. A fiatal nőstény fejtora sárgás, potroha sárga vagy sárgászöld, közepén a potroh 3/4-éig érő sötétebb zöld vonallal. Az ivarérett nőstény fejtora barnásvörös, potroha sárgászöld; az idős, peterakás utáni egyedek fejtora szürkészöldre, a potrohuk szürkésre, piszkosfehérre fakul. Hosszú lábaik halványbarnák, áttetszőnek tűnnek. 
A fiatal hím színezete megegyezik a nőstényével. Kifejletten fejtoruk és csáprágóik élénk barnásvörösre változnak, potrohuk citromsárga, a potroh hosszának 3/4-éig érő széles zöldes vonallal.    

### Hasonló fajok
A többi dajkapókfajjal lehet összetéveszteni (rajta kívül Magyarországon 11 másik faj él).

## Elterjedése
Eurázsiában honos az Ibériai-félszigettől Közép-Ázsiáig. Európában a Brit-szigetekről és Észak-Skandináviából hiányzik. Magyarországon országszerte megtalálható (Vas és Veszprém megyék kivételével).
Magas füvű, kaszálatlan száraz rétek, vizenyős rétek, vízpartok, láprétek lakója.  

## Életmódja
Éjszaka aktív. Nappal némileg harangszerű lakóhálójában rejtőzik, amelyet fűfélék kalászának tetején készít a kalász ágainak összefonásával. Néha leveleket (pl. nád, csalán, farkasalma) fon össze. Különféle rovarokkal táplálkozik, amelyeket aktívan vadászva fog el.   
Az augusztus első felében ivaréretté váló hímek vándorolva keresik a nőstények lakóhálóit, ilyenkor néha házakba is betévedhetnek. Ha a nőstény még nem teljesen ivarérett, a hím beköltözik hozzá. A lakóháló bejárati kamrájában a hím tartózkodik és elkergeti a betolakodókat (jellemzően a többi hímet); a nőstény a hátsó kamrában lakik. Hatalmas csáprágójával a hím súlyos sebeket tud okozni, a küzdelmekben sokszor elvesztik egy-egy lábukat vagy rágójukat. A harcban mérgüket nem használják. Párzás után a hím elpusztul. A nőstény a lakóhálóban rakja le a petéket tartalmazó kokont, amelyet ezután állandóan őriz (erre utal magyar neve), míg ő is el nem pusztul. A kikelő új nemzedék a második vedlés után, késő ősszel szétrajzik, majd áttelel. 
Ha megzavarják (pl. a lakóháló kibontásával), a többi hazai pókfajhoz képest hajlamosabb marni. Általában először védekező pozíciót vesz fel, csak a további zaklatás esetén támad. Marása helyi fájdalmas duzzanatot, kipirosodást, zsibbadást; ritkán hőemelkedést, émelygést okozhat. A tünetek hamar elmúlnak, de a marás helye egy-két napig érzékeny maradhat.    
Magyarországon nem védett.

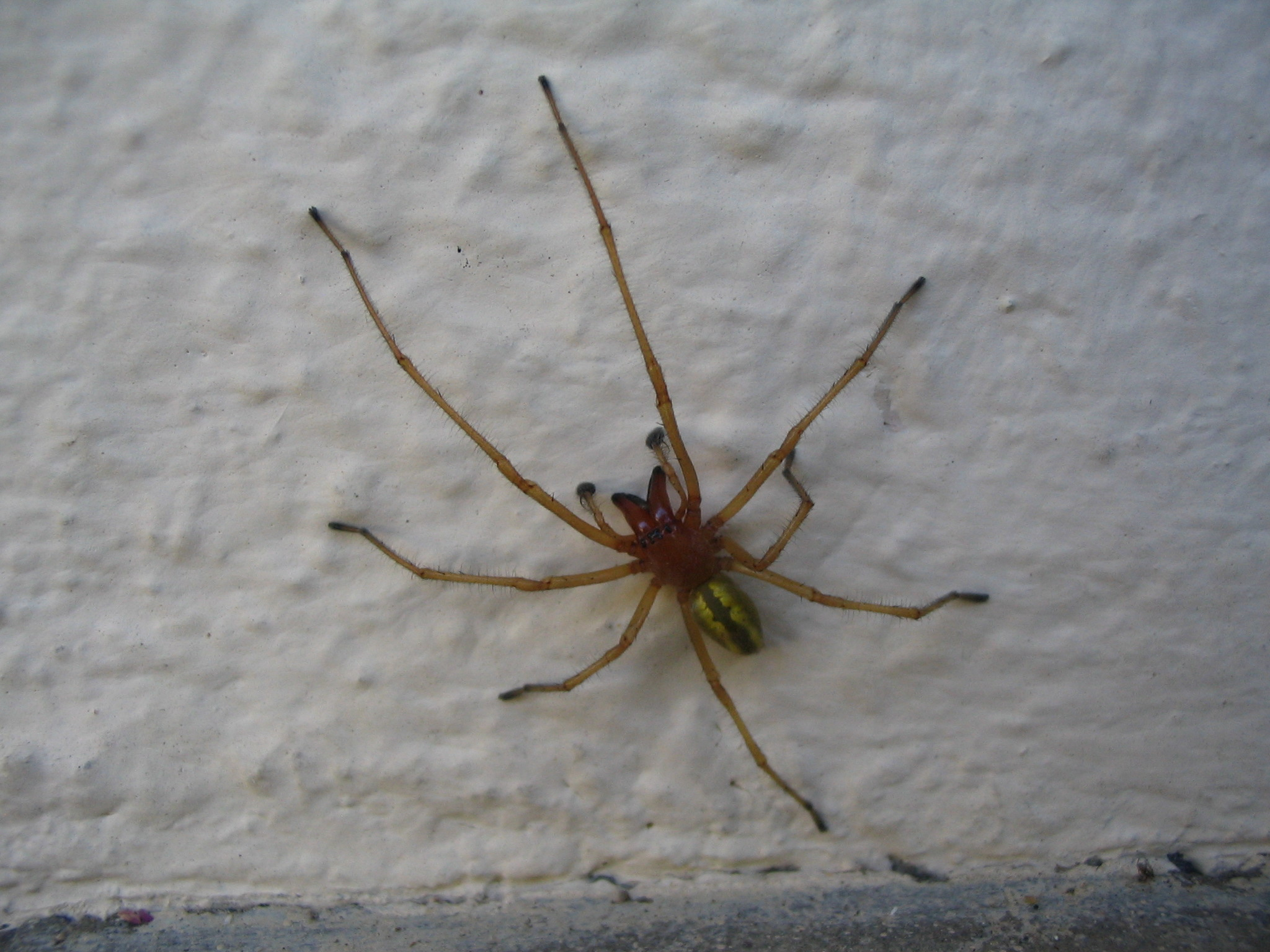
Hím
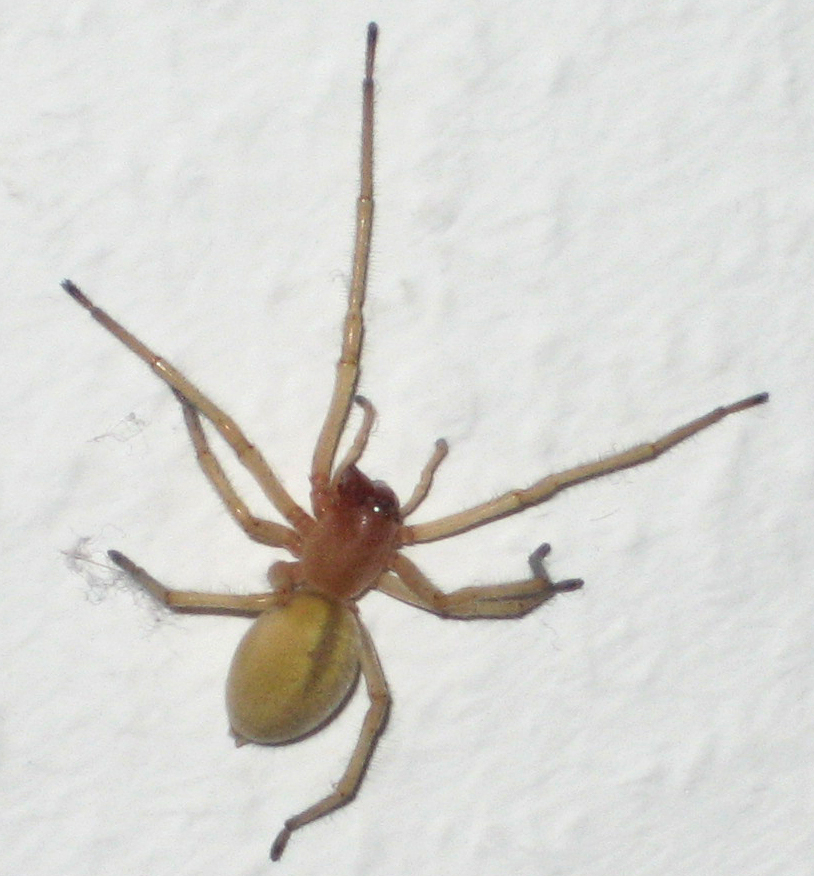
Nőstény
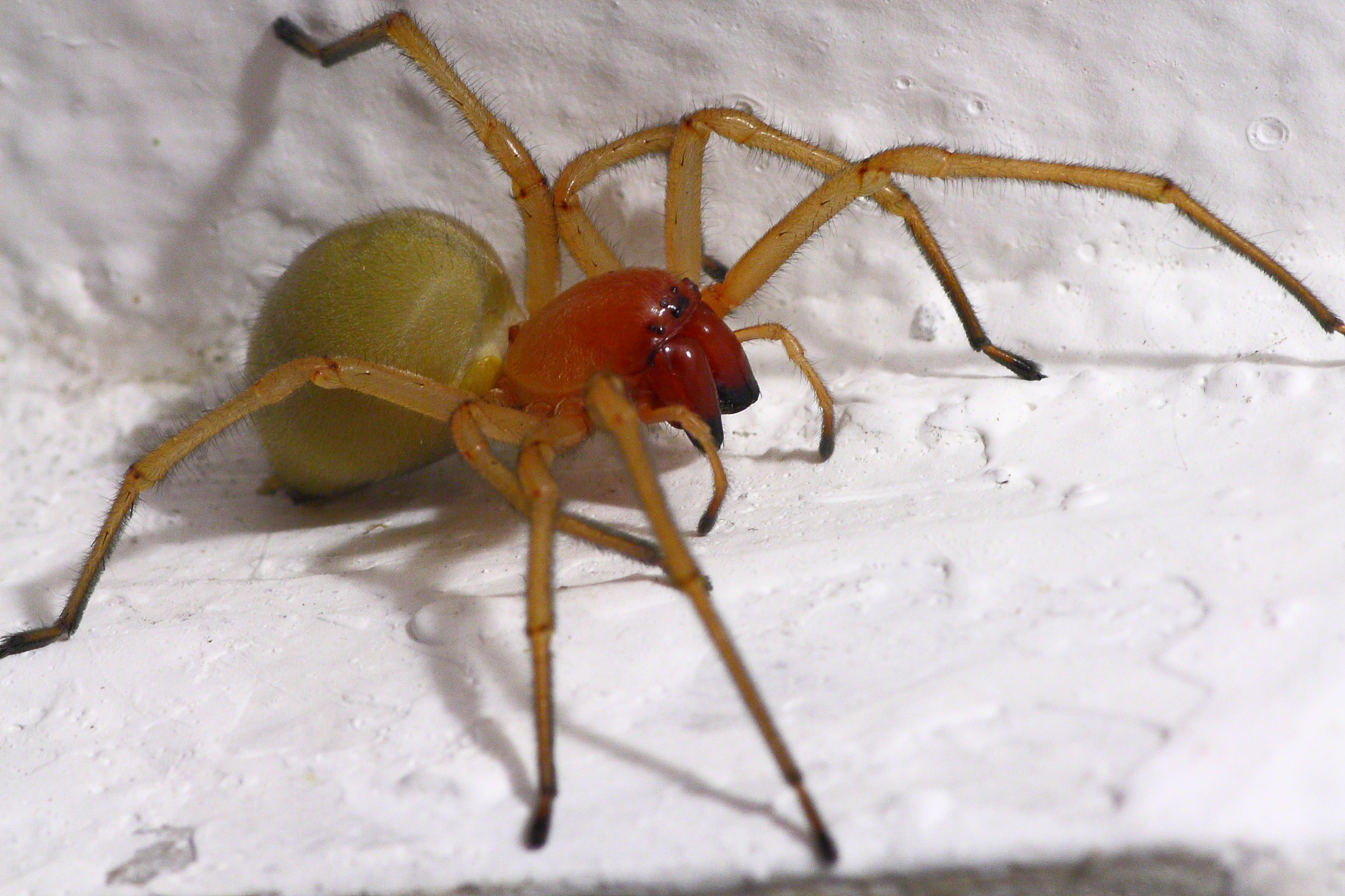
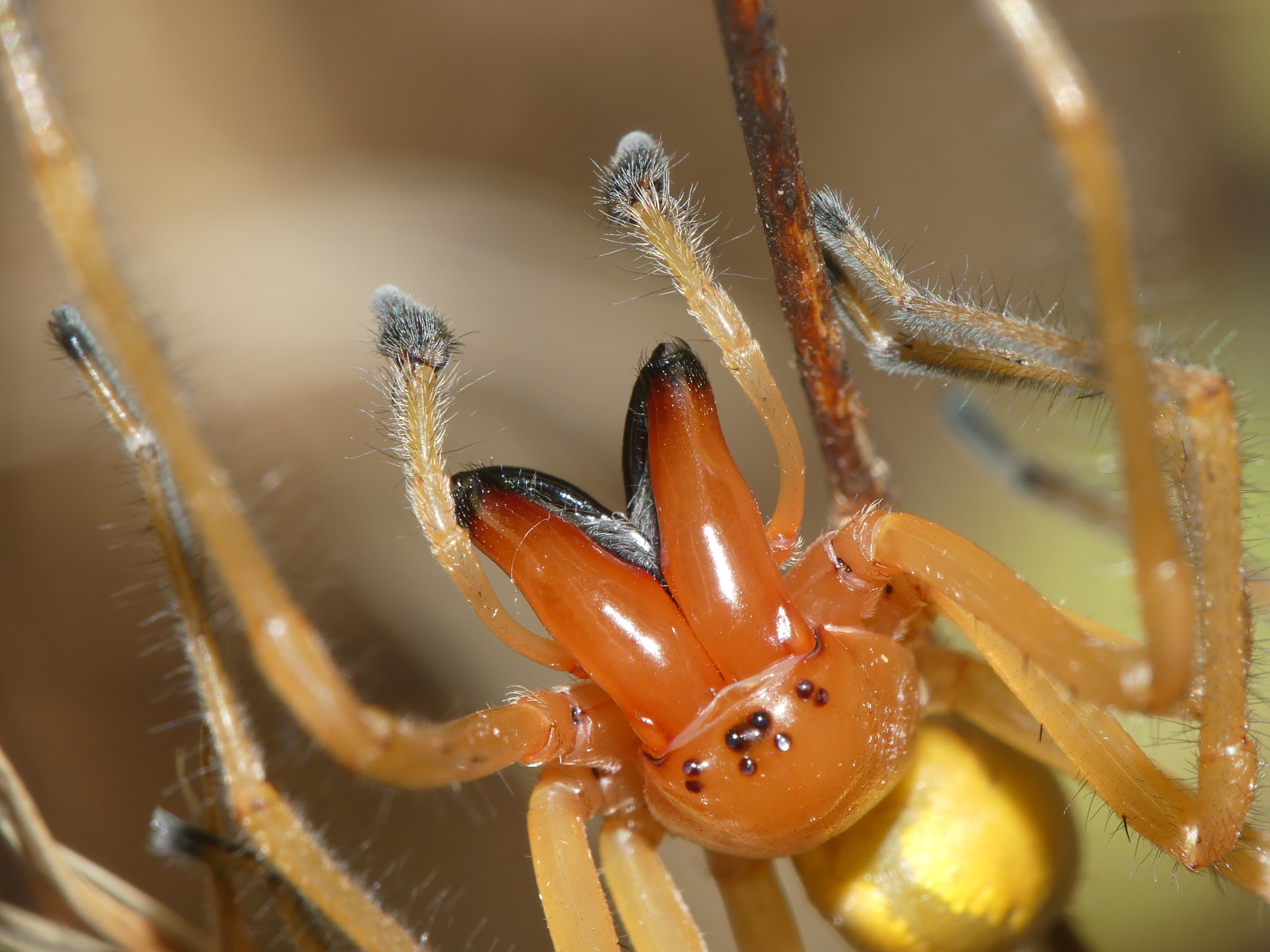
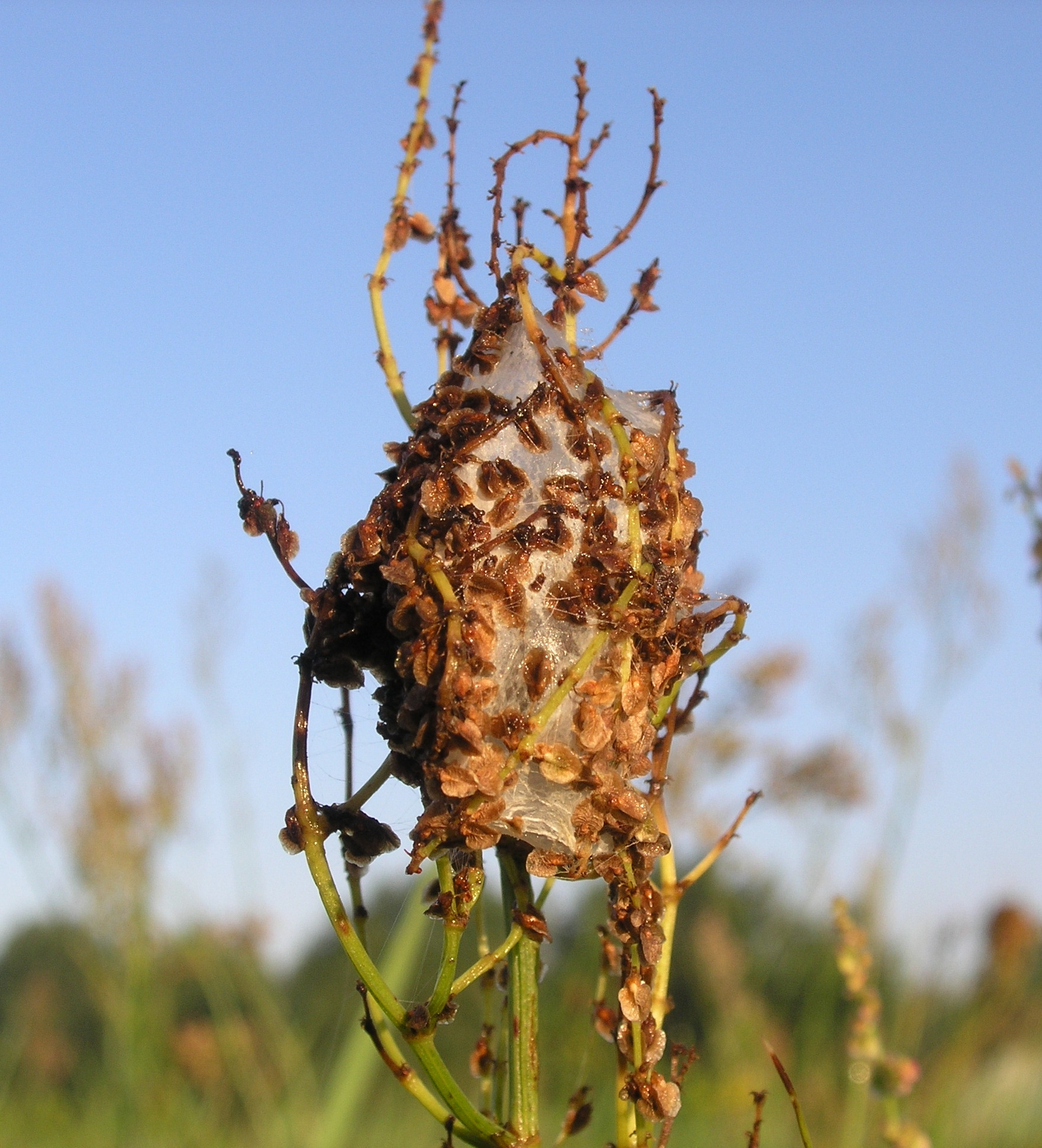
Lakóháló